# Espèce menacée
Pour les articles homonymes, voir Espèces menacées (film) et Menace.
« Espèce en voie de disparition » redirige ici. Pour le film, voir Espèce en voie de disparition (film).
 (juin 2024).

Les trois catégories « menacées » de la liste rouge de l'UICN.

En biologie et en écologie, une espèce menacée (threatened species en anglais), ou espèce en voie d'extinction/disparition, est une appellation générique qui s'utilise pour les espèces susceptibles de disparaître dans un avenir proche. Plus spécifiquement, il s'agit d'un statut de conservation utilisé par la liste rouge de l'UICN pour regrouper les catégories « en danger critique », « en danger » et « vulnérable ».

## État des lieux en France
Selon le comité français de l'UICN (2024), l'état des lieux en France est préoccupant, avec au moins la moitié des espèces menacées qui ne sont pas protégées :
- 56 % des espèces animales ou végétales sont menacées en France hexagonale et la situation est pire en outre-mer qui ne bénéficie d'aucune mesure de protection. Cela représente 1 610 espèces sur les 2 857 menacées de disparition[2] ;
- des disparités importantes existent selon les types d'espèces et selon les zones géographiques. Ainsi, tous les amphibiens et presque tous les mammifères et reptiles menacés sont protégés, mais aucune araignée, requin ou raie ne l'est.
Les poissons, les invertébrés (les arthropodes notamment), les champignons et les plantes sont également peu protégés[2] ;
- en outre-mer, certains territoires (Guadeloupe, Martinique ou Polynésie par exemple), sont particulièrement négligés en termes de protection des espèces menacées[2] ;
- les listes d'espèces protégées en France, réalisées par les ministères et les préfectures, définissent des interdictions spécifiques pour chaque espèce (cf. destruction, collecte, capture, commercialisation, dégradation de leurs habitats naturels), mais les listes rouges sont souvent anciennes et incomplètes[2].

L'UICN recommande d'élargir ces arrêtés à toutes les espèces en danger critique, en danger ou vulnérables et d'y inclure les espèces quasi menacées (caractérisées par des facteurs de vulnérabilité ou de forts besoins de conservation, comme les espèces endémiques). La protection des habitats essentiels à ces espèces doit être mieux intégrée dans ces arrêtés, qui par ailleurs sont souvent à mettre à jour au vu des connaissances actuelles avant 2026. Par exemple, les arrêtés concernant les plantes menacées ont plus de 40 ans (1982), ceux des poissons d'eau douce datent de 1988, et certains insectes de l'Hexagone, comme l'Agrion joli, une libellule classée vulnérable, ne sont pas protégés. Ces informations mettent en évidence la nécessité d'une action urgente pour la conservation de la biodiversité en France.
Mi-2024, l'UICN-France exhorte la France à renforcer la protection règlementaire de la biodiversité en France, encore insuffisante et partielle.

## Liste des espèces menacées
La liste rouge de l'UICN considère les espèces suivantes comme menacées (CR) ou en voie d'extinction :
- Rhinocéros de Java
- Crocodile du Siam
- Panda géant
- Ange de Mer
- Marmotte de l'île de Vancouver
- Tortue Yangtze
- Faux-gavial d'Afrique
- Lézard géant